# Hoe word ik een New Yorkse vrouw?
Hoe word ik een New Yorkse vrouw? was een Nederlands televisieprogramma op RTL 5 gepresenteerd door Bridget Maasland.

## Geschiedenis
Hoe word ik een New Yorkse vrouw? was een vervolg op het programma Hoe word ik een Gooische Vrouw? van de televisiezender Talpa.
In het televisieprogramma bezocht Bridget Maasland New York om zich in te beelden hoe een New Yorkse vrouw leeft.

## Seizoen 1
| Nr. | Titel Aflevering | Uitzenddatum NL   |
| --- | ---------------- | ----------------- |
| 1   | Aflevering 1     | 27 augustus 2007  |
| 2   | Aflevering 2     | 3 september 2007  |
| 3   | Aflevering 3     | 10 september 2007 |
| 4   | Aflevering 4     | 17 september 2007 |
| 5   | Aflevering 5     | 24 september 2007 |
| 6   | Aflevering 6     | 1 oktober 2007    |